# Sasunaga longiplaga
Sasunaga longiplaga är en fjärilsart som beskrevs av W. Warren 1912. Sasunaga longiplaga ingår i släktet Sasunaga och familjen nattflyn. Inga underarter finns listade.